# Aulerques Brannovices
Les Aulerques Brannovices (en latin Aulerci Brannovici) étaient un peuple gaulois relevant de la Confédération éduenne. Leur territoire couvrait les actuelles régions naturelles de l'Auxerrois et du Forterre, entre Auxerre et Entrains-sur-Nohain.

## Le nom des Aulerques Brannovices
Quatre peuples gaulois ont porté le nom d’Aulerques. Outre les Brannovices, il y avait les Aulerques Cénomans, Aulerques Diablintes et les Aulerques Éburovices. Ces trois derniers peuples Aulerques sont voisins, ce qui laisse supposer une parenté, par contre les Aulerques Brannovices sont éloignés des autres et aucun élément ne permet d'envisager une possible affiliation. 
La signification du mot Aulerque est inconnue. Ce premier composé s'explique par le préfixe au-, qui exprime l'idée de séparation ou d'éloignement, associé au terme -lergo / -lerco qui signifie "trace". 
En revanche, l'étymologie de Brannovices est connue des linguistes et des historiens : -vices est un élément qui se retrouve dans de nombreux ethnonymes gaulois, comme les Éburovices, les Lémovices, etc. et il signifie « ceux qui vainquent ». Le premier élément Branno- signifie « corbeau », d'où le sens global de « ceux qui vainquent avec (l'aide du) le corbeau ».

## Protohistoire

Les Aulerques Brannovices voisins et clients des Éduens.

Les Aulerques Brannovices ne nous sont connus que par une mention de Jules César, dans ses Commentaires sur la Guerre des Gaules, où ils apparaissent aux côtés des Ségusiaves, Ambivarètes et Blannovii, comme « vassaux » de leurs voisins éduens.
«  Tandis que devant Alésia s’accomplissent ces travaux, les Gaulois, ayant tenu une assemblée des chefs, décident qu’il convient non pas d’appeler, comme le voulait Vercingétorix, tous les hommes en état de porter les armes, mais de demander à chaque cité un contingent déterminé, afin d’éviter que dans la confusion d’une telle multitude il devienne impossible de maintenir la discipline, de distinguer les troupes des divers peuples, de pourvoir au ravitaillement. On demande aux Héduens et à leurs clients, Ségusiaves, Ambivarètes, Aulerques Brannovices, Blannovii, trente-cinq mille hommes ; un chiffre égal aux Arvernes, auxquels on joint les Eleutètes, les Cadurques, les Gabales, les Vellavii, qui sont, par longue tradition, leurs vassaux ; aux Séquanes, aux Sénons, aux Bituriges, aux Santons, aux Rutènes, aux Carnutes, douze mille hommes par cité ; aux Bellovaques dix mille ; huit mille aux Pictons, aux Turons, aux Parisii, aux Helvètes ; aux Ambiens, aux Médiomatrices, aux Petrocorii, aux Nerviens, aux Morins, aux Nitiobroges, cinq mille ; autant aux Aulerques Cénomans ; quatre mille aux Atrébates ; trois mille aux Véliocasses, aux Lexovii, aux Aulerques Eburovices ; mille aux Rauraques, aux Boïens ; vingt mille à l’ensemble des peuples qui bordent l’Océan et qui se donnent le nom d’Armoricains : Coriosolites, Redons, Ambibarii, Calètes, Osismes, Lémovices, Unelles. Les Bellovaques ne fournirent pas leur contingent, parce qu’ils prétendaient faire la guerre aux Romains à leur compte et à leur guise, et n’obéir aux ordres de personne ; pourtant, à la prière de Commios, ils envoyèrent deux mille hommes en faveur des liens d’hospitalité qui les unissaient à lui. »
— Jules César, Commentaires sur la Guerre des Gaules, Livre VII, chapitre 75.

## Sources, notes et références

### Sources externes
- Venceslas Kruta, Les Celtes, Histoire et Dictionnaire, Éditions Robert Laffont, coll. « Bouquins », Paris, 2000,  (ISBN 2-7028-6261-6).
- John Haywood (intr. Barry Cunliffe, trad. Colette Stévanovitch), Atlas historique des Celtes, éditions Autrement, Paris, 2002,  (ISBN 2-7467-0187-1).
- Consulter aussi la bibliographie sur les Celtes et la bibliographie de la mythologie celtique.

### Wikisource
- Jules César, Commentaires sur la Guerre des Gaules, Livre VII.